# شاهين سرور
شاهين سرور مواليد 26 يونيو 1996، لاعب كرة قدم إماراتي يجيد اللعب كصانع ألعاب مع نادي العروبة.

## مسيرة اللاعب
بدأ مع نادي الجزيرة و أعير إلى نادي اتحاد كلباء في عام 2016 لمدة ثلاث مواسم وبعدها لعب مع نادي بني ياس ونادي خورفكان ونادي العروبة.

## روابط خارجية
- شاهين سرور على موقع قاعدة بيانات كرة القدم.إي يو (الإنجليزية)
- شاهين سرور على موقع Soccerway.com (الإنجليزية)